# Stampede (альбом The Doobie Brothers)
Stampede — пятый студийный альбом американской рок-группы The Doobie Brothers, был выпущен 25 апреля 1975 года. Это был последний диск группы, перед тем как Майкл Макдональд заменил Тома Джонстона в должности ведущего вокалиста и стал главным автором песен. Альбом получил золотую сертификацию RIAA.
С альбома было выпущено три сингла — «Take Me in Your Arms (Rock me a Little While)», «Sweet Maxine» и «I Cheat the Hangman».

## Список композиций
1. «Sweet Maxine» (Том Джонстон[англ.], Патрик Симмонс[англ.]) — 4:26
2. «Neal’s Fandango» (Симмонс) — 3:20
3. «Texas Lullaby» (Джонстон) — 5:00
4. «Music Man» (Джонстон) — 3:34
5. «Slack Key Soquel Rag» (Симмонс) — 1:54
6. «Take Me in Your Arms (Rock Me a Little While)[англ.]» (Холланд — Дозье — Холланд) — 3:39
7. «I Cheat the Hangman» (Симмонс) — 6:38
8. «Précis» (Джефф Бакстер[англ.]) — 0:56
9. «Rainy Day Crossroad Blues» (Джонстон) — 3:45
10. «I Been Workin’ on You» (Джонстон) — 4:22
11. «Double Dealin’ Four Flusher» (Симмонс) — 3:30

## Участники записи
- Том Джонстон[англ.] — гитара, вокал
- Патрик Симмонс[англ.] — гитара, вокал
- Джефф Бакстер[англ.] — гитара, педальная слайд-гитара
- Тиран Портер[англ.] — бас, вокал
- Джон Хартман[англ.] — ударные
- Кит Кнудсен[англ.] — ударные, вокал

## Позиции в хит-парадах и сертификации
| Год  | Хит-парад                                  | Высшая позиция | Пребывание в чарте |
| ---- | ------------------------------------------ | -------------- | ------------------ |
| 1975 | Австралия (Kent Music Report)              | 6              | нет данных         |
| 1975 | Великобритания (UK Albums Chart)           | 14             | 11 недель          |
| 1975 | Канада (RPM Albums Chart)                  | 5              | 24 недели          |
| 1975 | Нидерланды (Nationale Hitparade LP Top 20) | 11             | 4 недели           |
| 1975 | Новая Зеландия (New Zealand Albums Chart)  | 5              | 23 недели          |
| 1975 | США (Billboard Top LPs & Tape)             | 4              | 25 недель          |

| Год  | Хит-парад                          | Позиция |
| ---- | ---------------------------------- | ------- |
| 1975 | Канада (RPM Year-End)              | 34      |
| 1975 | США (Billboard Top Popular Albums) | 60      |

| Регион | Сертификация | Продажи  |
| --- | ------------ | -------- |
| Австралия (ARIA) | Золотой      | 50 000^  |
| США (RIAA) | Золотой      | 500 000^ |
| * Данные о продажах приведены только на основе сертификации. ^ Данные о тиражах приведены только на основе сертификации. |              |          |